# Relaciones Kazajistán-Unión Europea
Las relaciones Unión Europea-Kazajistán son las relaciones internacionales entre la República de Kazajistán y la política exterior común y las relaciones comerciales de la Unión Europea.

## Acuerdo de Asociación y Cooperación
Las relaciones bilaterales entre la UE y Kazajistán se rigen por el Acuerdo de asociación y cooperación de 1994 (ACP). Las mejoras en la asociación de Kazajistán y la cooperación con la Unión Europea y sus estados miembros fueron ratificadas por el Parlamento de Kazajistán en marzo de 2016. El Parlamento Europeo ratificó el acuerdo el 12 de diciembre de 2017. 511 de 654 presentes en Europa Los miembros del parlamento votaron a favor de la ratificación. Dieciocho estados miembros de la UE han ratificado el Acuerdo de Asociación y Cooperación Mejorada (EPCA) con Kazajistán. Kazajistán es el primer país de Asia Central en concluir la EPCA con la UE. La EPCA rige las relaciones comerciales y económicas entre la UE y Kazajistán. 
Kazajistán también forma parte de la Estrategia de la UE y Asia Central para una Nueva Asociación. 

## Consejo de Cooperación
El Consejo de Cooperación entre Kazajistán y la Unión Europea se reúne anualmente y es el órgano para llevar a cabo el Acuerdo de Asociación y Cooperación bilateral. El Consejo de Cooperación y Kazajistán discuten muchos temas de importancia mutua, como las reformas políticas, judiciales y económicas, el estado de derecho, las relaciones comerciales y económicas y la estabilidad regional.  Archivado el 5 de octubre de 2016 en Wayback Machine.
Durante la 15ª sesión celebrada el 4 de octubre de 2016, el Consejo acogió con satisfacción el Acuerdo de Asociación y Cooperación Mejorada. 

## Comercio
Desde 2002, la UE ha crecido hasta convertirse en el mayor socio comercial de Kazajistán, siendo el destino del 40% de sus exportaciones. Dichas exportaciones fueron principalmente del 80% del petróleo y el gas en 2007. En 2007, las importaciones de bienes de la UE procedentes de Kazajistán ascendieron a 13.350 millones de euros y los servicios ascendieron a 1.520 millones de euros. Las exportaciones de la UE a Kazajistán fueron de € 6.040 millones en bienes y € 1.920 millones en servicios. La mitad de los 7,3 mil millones de dólares de inversión extranjera directa de Kazajistán en 2006 provino de la UE. Como importante proveedor de energía para la UE, la UE apoya su adhesión a la Organización Mundial del Comercio .
La UE es el mayor socio comercial de Kazajistán. En 2014, más de la mitad del comercio total de Kazajistán es con la UE: unos $ 53,4 mil millones en 2013 y $ 28,4 mil millones en la primera mitad de 2014. Más de la mitad de la inversión extranjera directa bruta de Kazajistán, o casi $ 100 mil millones, Ha venido de países de la UE. 
Las exportaciones de Kazajistán a la UE están fuertemente dominadas por la energía, y las exportaciones de la UE están dominadas por la maquinaria y el equipo de transporte, así como por productos dentro de los sectores de fabricación y productos químicos. 
En reuniones bilaterales con el primer ministro británico, David Cameron, en Londres, el presidente de Kazajistán, Nazarbayev, firmó 46 tratados por valor de más de USD 13 mil millones en valor comercial. 
La UE es el principal socio comercial de Kazajistán y su mayor mercado de exportación. En 2014, el comercio con la UE ascendió a 31 000 millones de euros (36%). La UE es también el mayor inversor extranjero en Kazajistán, que representa más del 50% de la IED en Kazajistán (2014). 

## Cooperación
El Acuerdo de Asociación y Cooperación (ACP) con Kazajistán ha sido el marco legal para las relaciones bilaterales entre la UE y Kazajistán desde su entrada en vigor en 1999. En noviembre de 2006 se ha firmado un Memorando de Entendimiento sobre cooperación en el campo de la energía entre la UE y Kazajistán. firmado estableciendo las bases para una mayor cooperación. Kazajistán reconoce que la mayor integración económica y política es clave para su modernización y desarrollo. 
La futura asistencia de la Comisión Europea se centrará en las siguientes áreas prioritarias: promoción del proceso de reforma en curso a nivel político, económico, judicial y social, construcción de infraestructura y cooperación en el sector energético. 
Los objetivos generales de cooperación de la UE, las respuestas políticas y los campos prioritarios para Asia Central se pueden encontrar en el Documento de Estrategia Regional de la CE para Asia Central 2007–2013. Además de la asistencia en el marco del Instrumento de Cooperación para el Desarrollo (ICD), Kazajistán participa en varios programas regionales en curso. [dieciséis]
El Consejo de Cooperación entre la Unión Europea (UE) y Kazajistán celebró su decimocuarta reunión el martes 3 de marzo de 2015. La reunión fue presidida por el Ministro de Relaciones Exteriores de Kazajistán, Erlan A. Idrissov, y la delegación de la UE fue dirigida por el Ministro de Relaciones Exteriores de Letonia Edgars Rinkēvičs. La UE reiteró su apoyo a los miembros de la República de Kazajistán de la OMC. 
En 2014, Kazajistán se convirtió en el primer país de Asia Central en unirse a la Reunión Asia-Europa (ASEM). 
Se celebró una conferencia en Astana titulada “25 años de relaciones entre la Unión Europea y Asia Central: del pasado al futuro”, donde el Representante Especial de la UE para Asia Central, el Embajador Peter Burian, afirmó el compromiso financiero y político de la Unión Europea con Kazajistán y la región de Asia Central. 
Cooperación en economía verde 
En 2015, la Unión Europea y Kazajistán lanzaron un proyecto para apoyar la transición de Kazajistán hacia el modelo de Economía Verde. El proyecto está financiado por la Unión Europea y es implementado por el Programa de las Naciones Unidas para el Desarrollo (PNUD) como organización líder, en asociación con la CEPE. [20]
El objetivo general del Proyecto es contribuir a la sostenibilidad ambiental a largo plazo de Kazajistán y al desarrollo económico inclusivo, apoyando la transición del país a un Modelo de Economía Verde. 

## Diálogo de Derechos Humanos
En abril de 2008, Kazajistán y la UE marcaron un acuerdo para iniciar el diálogo sobre derechos humanos. Los diálogos sobre derechos humanos son un instrumento de la política exterior de la UE y están diseñados para discutir cuestiones de interés mutuo y mejorar la cooperación en materia de derechos humanos, así como lanzar iniciativas para mejorar la situación relevante de los derechos humanos. En línea con este acuerdo, la UE celebró sus primeros diálogos estructurados sobre derechos humanos con Kazajistán en octubre de 2008. 
La Unión Europea proporciona asistencia económica y técnica a Kazajistán a través del Instrumento Europeo para la Democracia y los Derechos Humanos (IEDDH). La UE presupuesta € 1 millón por año para una variedad de proyectos en Kazajistán que apoyan las reformas legales en curso en Kazajistán y fortalecen el papel de la sociedad civil. 

## Posible membresía a la UE
Kazajistán tiene una extensión territorial en Europa Oriental, lo que justifica geográficamente su estatus europeo y el potencial de su posible adhesión a la UE. En 2009, el embajador de Kazajistán en Rusia, Adilbek Dzhaksybekov, dijo: "Nos gustaría unirnos en el futuro a la Unión Europea, pero no como Estonia y Letonia , sino como un socio igualitario". Esta declaración fue sobre una perspectiva a largo plazo, porque actualmente Kazajistán ni siquiera está participando en la Política Europea de Vecindad (PEV), aunque el Ministerio de Relaciones Exteriores de Kazajistán ha expresado interés en la PEV. El Eurodiputado Charles Tannock ha sugerido la inclusión de Kazajistán en la PEV, al tiempo que enfatiza que "todavía hay preocupaciones con respecto a la democracia y los derechos humanos en Kazajstán".  Archivado el 25 de febrero de 2021 en Wayback Machine.
- Datos: Q6380838